# Сидни, София
Софи́я Си́дни, баронесса де Л’Айл и Да́дли (англ. Sophia Sidney, Baroness De L'Isle and Dudley; в девичестве Фицкла́ренс (англ. FitzClarence); 4 марта 1795, Сомерсет-стрит, Лондон — 10 апреля 1837, Кенсингтонский дворец, Лондон) — британская аристократка, старшая дочь герцога Кларенса (будущего короля Вильгельма IV) и его многолетней любовницы Дороти Джордан; супруга Филиппа Сидни, 1-го барона де Л’Айл и Дадли.

## Биография
Родители Софии Сидни
София появилась на свет 4 марта 1795 года на Сомерсет-стрит в Лондоне. Её родителями были принц Вильгельм, герцог Кларенс, будущий король Великобритании, Ирландии и Ганновера Вильгельм IV, и его многолетняя любовница известная комедийная актриса Дороти Джордан, в девичестве Бланк. У её родителей уже было двое сыновей. Впоследствии появилось ещё семь детей. Все дети носили специально созданную для них фамилию Фицкларенс. В 1797 году Вильгельм и Дороти переехали в Буши-хаус, где жили до 1807 года, посвящая себя воспитанию десятерых детей.
В 1811 году Вильгельм расстался со своей любовницей по той причине, что хотел иметь законное потомство, которое могло унаследовать британский престол. Он продолжал обеспечивать Дороти и их общих детей. Она получала 4400 фунтов стерлингов, заботясь о детях. В январе 1812 года Дороти переехала из Буши-хауса, так как не хватало средств на его содержание. Она продолжила выступать на сцене. В 1815 году актриса переехала в Булонь во Франции, убегая от кредиторов. 5 июля 1816 года она скончалась, оставив после себя небольшую сумму денег.
Новая жена Вильгельма, принцесса Аделаида стала для детей Дороти хорошей матерью, так как своих детей у Вильгельма и Аделаиды не было (две девочки умерли в детстве). В 1818 году Софии, её братьям и сёстрам было назначено содержание в размере 500 фунтов стерлингов. В 1830 году Вильгельм взошёл на английский престол. В следующем году он дал своему старшему сыну от брака с Дороти титул 1-го графа Мюнстер. Дети часто посещали отца во дворце. Это очень не нравилось герцогине Кентской, которая считала, что незаконнорождённые дети короля плохо влияют на воспитание её дочери Виктории. Король Вильгельм любил своих детей и недолюбливал герцогиню Кентскую, которая отгородила свою дочь от общения с королём и его детьми.
13 августа 1825 года София вышла замуж за Филиппа Сидни, 1-го барона де Л’Айл и Дадли (1800—1851). Он был сыном сера Джона Шелли-Сидни, 1-го баронета (1731—1815) и его второй жены, Елизаветы Джейн Перри (ум. 1781). У Филиппа были романтические отношения с английским поэтом и философом Перси Биши Шелли. У Софии и её супруга родилось три дочери и сын.
В мае 1831 года София была повышена до статуса дочери маркиза. В январе 1837 года она была назначена королём главной домоправительницей Кенсингтонского дворца, где и скончалась через три месяца. София умерла во время преждевременных родов, когда писала портрет своего отца. Она считалась любимым ребёнком короля Вильгельма IV. Её смерть сильно ударила по здоровью монарха. Он умер 20 июня того же года. Софию описывали как умную, обаятельную и весёлую женщину. В церкви Иоанна Крестителя в деревне Перншурст установлен мемориал в память о Софии Сидни. В натуральную величину, это фигура женщины на пьедестале с греческой драпировкой. Она держит Библию, её глаза устремлены вверх.

### Дети
От брака с Филиппом Сидни, 1-м бароном де Л’Айл и Дадли (1800—1851) родилось три дочери и сын:
- Аделаида Августа Вильгельмина (ум. 1904) — вышла замуж за своего двоюродного брата достопочтенного Фредерика Чарльза Джорджа Фицкла́ренс-Ха́нлок, сына Джорджа Фицкларенса, 1-го графа Мюнстер, детей не имели;
- Эрнестина Ве́ллингтон (ум. 1910) — супруга Филиппа Пе́рсиваля, имели двух сыновей и двух дочерей;
- София Филиппа (ум. 1907) — супруга Александра, графа Килмэ́нссег, потомка короля Георга II, детей не имели;
- Филипп (1828—1898) — 2-й барон де Л’Айл и Дадли; 1-м браком женат на Марии Фу́лис (от которой имел пятерых детей), 2-м — на Эмили Фрэнсис Ра́мзей (детей не было); Филипп был дедом Уильяма Сидни, 1-го виконта Л’Айл.